# Jarosław Herse
Jarosław Herse (ur. 25 sierpnia 1837 w Gnuszynie, zm. 25 stycznia 1909 w Groß-Lichterfelde) – adwokat, burmistrz Poznania.

## Życiorys
Żonaty z Anną Seidemann od 1867, miał sześcioro dzieci. Jego brat, Bogusław Herse, był warszawskim przedsiębiorcą; prowadził sklep koronek i tkanin, który po śmierci Bogusława prowadził z sukcesem przez 35 lat ich brat i współzałożyciel Adam Herse, rozwijając firmę w ekskluzywny Dom Mody Bogusław Herse. Po śmierci Adama, kierownictwo objął Bogusław Władysław Herse.
W 1879 Jarosław Herse przyczynił się do ustawienia w Poznaniu Złotego Krzyża. W 1884 pełnił funkcję burmistrza Poznania. Wilhelm II dwukrotnie odmówił zatwierdzenia go na stanowisko nadburmistrza Poznania.
Opracował Niemiecko-polski słownik do użytku w sprawach prawniczych i administracyjnych, wydany w 1905 w Poznaniu.